# Salomon van Ruysdael

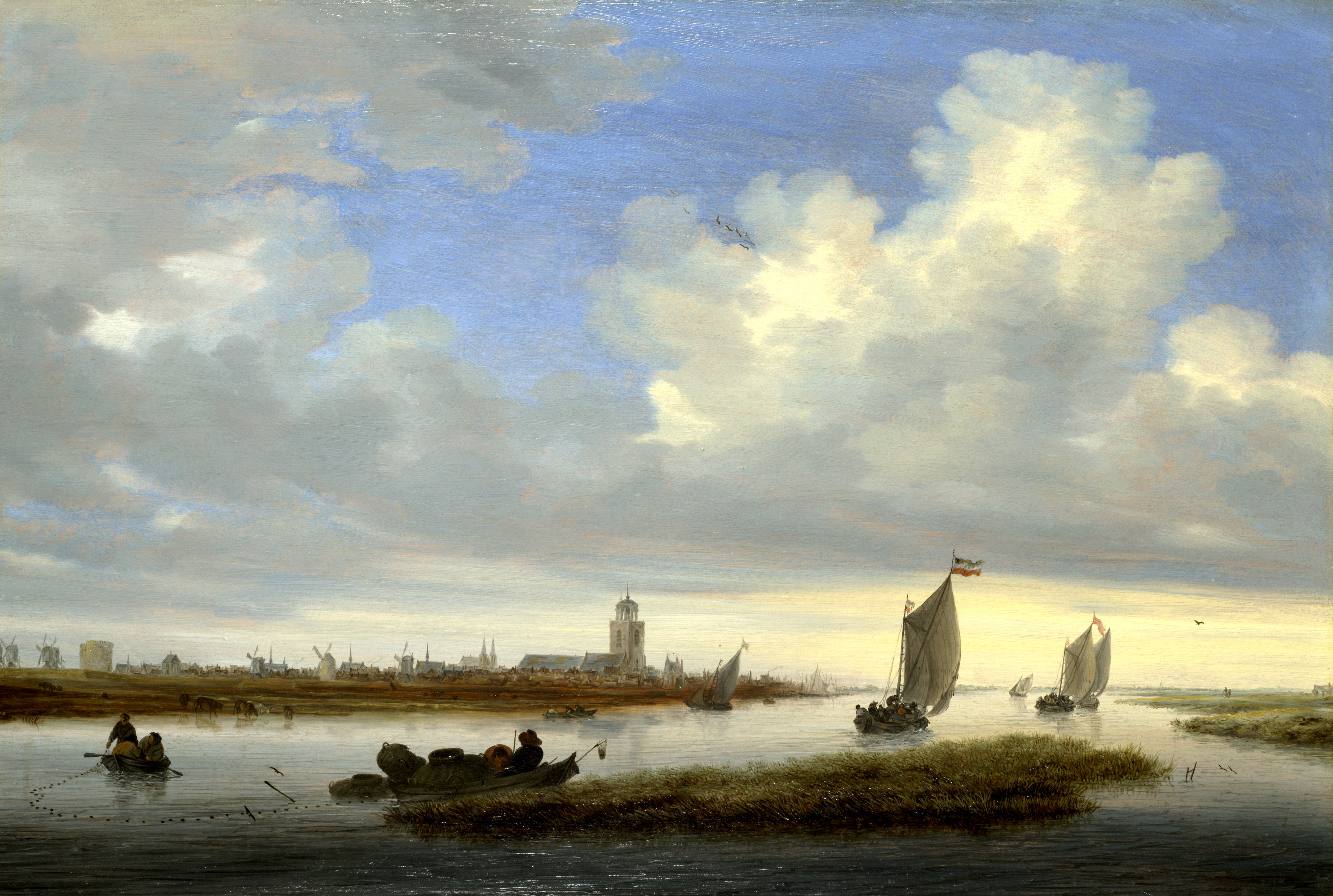
Pohled na Deventer - 1657

Salomon van Ruysdael (někdy také Ruisdael) [salmon fan rojzdál] (mezi lety 1600 – 1603, Naarden nebo Haarlem – 3. listopadu 1670, Haarlem nebo okolí Haarlemu) byl nizozemský krajinář 17. století.
Roku 1623 se Ruysdael stal členem a roku 1648 dokonce předsedou Haarlemského malířského bratrstva svatého Lukáše. Pravděpodobně byl žákem Esaiase van de Velde, později byl výrazně ovlivněn dílem Jana van Goyen. Zvláště jeho díla ze třicátých let jsou Goyenovým velmi podobná. Podobně jako Goyen maloval holandský venkov, kanály a rybářské lodě. Jeho krajiny ale postrádají Goyenovu sílu a syrovost, jsou spíše pouze malebné. Salomonova barevná paleta je také poněkud pestřejší, s větším počtem jasných tónů než paleta Goyenova. Mezi lety 1659 a 1662 vytvořil Ruysdael také několik poměrně kvalitních zátiší. Salomon van Ruysdael byl patrně také učitelem svého synovce Jacoba van Ruisdael, který se taktéž věnoval krajinomalbě.